# Bošnjačko-hrvatski sukob: Dolina Lašve

## Travnik
U geostrateškom i geopolitičkom pogledu Travnik je iznimno važno čvorište. Poznato je da onaj tko "posjeduje" grad Travnik i prijevoj Komar taj vlada prometnicom prema Bugojnu i Jajcu s jedne strane, a s druge dolinom rijeke Lašve putem prema Zenici i Sarajevu. Zato su se na tom području vodile krvave borbe za vrijeme bošnjačko-hrvatskog sukoba. Osim toga razloga, Armija BiH je nastojala oružanom silom osvojiti Lašvansku dolinu i time zaokružiti bošnjački teritorij, ali su se Hrvati oduprli toj brutalnoj agresiji na svoj povijesno-životni prostor.
S početkom srpske agresije (u suradnji s JNA) na Bosnu i Hercegovinu 1992. godine ratni je vihor prvo zahvatio sjeverozapadni dio travničke općine. S planine Vlašić u više navrata srpski agresor je dalekometnim oružjem gađao Travnik, a posebno hrvatsko selo Paklarevo. U svibnju 1992. godine srpsko pješaštvo masakriralo je na Vlašiću trinaest osoba. Selo Paklarevo gađale su srpske granate 28. lipnja 1992. godine dvjema raketama "Luna".
VOS GS HVO 22. srpnja 1992. izvijestio je da je bilo problema u Travniku u odnosima između HVO i TO, odnosno muslimanskih snaga. Postoje dva zapovjedništva. Dok se HVO bori i drži borbene crte prema Srbima, muslimanska TO bježi s položaja, paradira po gradovima, pljačka i bacaju ljagu na HVO. Na prostoru srednje Bosne svi zapovjednici TO su pripadnici bivše JNA. U Travniku je to Hasan Ribo (zapovjednik štaba tzv. Armije BiH u Travniku). Središte muslimanskog fundamentalizma je u Zenici. Cijelom mrežom i situacijom diktira Džemo Merdan stvarajući netrpeljivost i sukobe između muslimana i Hrvata. U Zenici se pripremaju i obučavaju jedinice za djelovanje protiv postrojbi HVO, iste se obučavaju u mudžahedinskom stilu (fanatizam). Postojao je osnovni plan koji se sastoji u tom da iz centra preko Visokog presijeku Kiseljak i Fojnicu te istovremenim udarom preko Uskoplja, Novog Travnika i Travnika odsijeku sve dijelove HB i da zaokruže svoj naum o preuzimanju srednje Bosne u svoju muslimansku džamahiriju što otvoreno propagiraju kroz Tespih diviziju i Handžar diviziju.
Problem je i s naoružanim i opremljenim muslimanima koji su došli iz Hrvatske njih oko 500 sa zadaćom biti u funkciji obrane Jajca, Dobretići i Travnika. Uopće nisu bili na položajima, sustavno su pravili problem kao i jedinica od 250 vojnika u Dub-Mehurići koja se otvoreno stavila u funkciju fundamentalizma a nije išla u borbu protiv srbo-četnika. Postojao je osnovni plan koji se sastoji u tom da iz centra preko Visokog presijeku Kiseljak i Fojnicu te istovremenim udarom preko Uskoplja, Novog Travnika i Travnika odsjeku sve dijelove HB i da zaokruže svoj naum o preuzimanju srednje Bosne u svoju muslimansku džamahiriju što otvoreno propagiraju kroz Tespih diviziju i Handžar diviziju.
VOS GS HVO 6. listopada 1992. izvijestio je da je u rajonu Travnika, već duže vrijeme (preko mjesec dana), formirana posebna postrojba mudžahedina sastava oko 250 ljudi. Postrojha je nepopunjena s naoružanjem oko 50 % i sudjeluje u borbenim djelovanjima. 8. listopada TV Sarajevo u emisiji "Dokumenti" objavila je i prikazala navodni masakr nad pripadnicima TO u selu Lješće a slike su se u stvarnosti odnosile na pripadnike postrojbi HVO Travnik. Masakr se dogodio 15. svibnja 1992. godine na Vlašiću kojom prilikom su zvjerski mučeni i ubijeni od strane četnika pripadnici HVO.
13. listopada selu Karauli pripadnici tzv. A BiH pucali su na vozilo Stjepana Blaževića, zapovjednika HVO Jajce.
14. listopada travnička brigada HVO oslobodila je sela Varošluk, Doruk i Vasiće.
S padom Jajca, Donjeg Vakufa i neprekidnim progonom nesrba iz sjeverozapadne Bosne mnoštvo Bošnjaka slilo se na područje općine Travnik i u potpunosti izmijenilo etničku sliku stanovništva. Od tada se pojačava bošnjačka napetost prema Hrvatima. Daljnjem zaoštravanju napetosti pridonio je događaj od 20. listopada 1992. godine kada su na kontrolnom punktu Armije BiH ispred Medrese u Travniku, pripadnici Armije BiH pucali na zaustavljeno vozilo HVO-a. Ubili su Ivicu Stojaka, zapovjednika travničke brigade HVO-a, a teško ranili Zvonku Gašu, načelnika HVO-a. Puščanu vatru otvorio je major Semir Terzić, zapovjednik 7. bošnjačke brigade, a s njim su pucali i ostali njegovi vojnici.
Automobil u kojemu se nalazio Ivica Stojak sa svojom pratnjom, zaustavio je Enes Aličić, pripadnik postrojbe ABiH zvane Sedma muslimanska brigada. Po iskazu svjedoka poslije kraćeg razgovora sa Stojakom puca iz automatskog pješadijskog oružja u automobil kojom prilikom je usmrtio Ivicu Stojaka, a teže ranio načelnika stožera brigade Zvonku Gašo.
Po istom iskazu neposredni izvršitelj /pucao po vozilu/ je i Semir Terzić zvani Tara iz Travnika, po zanimanju profesor sociologije. Terzić je bio jedan od zapovjednika u 7. muslimansko brigadi. Formirao je specijalne postrojbe MOS-a (Muslimanske oružane snage) u Travniku, kojima je glavni cilj bio etničko čišćenje grada. Osim odgovornosti za ubojstvo Ivice Stojaka u Travniku odgovoran je i za napad na selo Maljine-Bikoši i strijeljanje zarobljenih vojnika HVO-a i civila Hrvata. Tada je u 306. brdskoj brigadi obnašao dužnost pomoćnika za moral i vjerska pitanja. Nakon rata obnašao je dužnost ”sekretara Sekretarijata za obranu općine Travnik” s činom majora ABiH. Semir Terzić - Tara danas je profesor filozofije u Elči Ibrahim-pašinoj medresi u Travniku. Kolega mu je Safet Durguti, profesor Akaide, dovođen u vezu s međunarodnim terorizmom i terorističkim organizacijama kome je zabranjen ulazak u SAD. O ubojstvu Ivice Stojaka i svim relevantnim činjenicama, 30 minuta poslije obaviješteni su kapetan Hasan Ribo, zapovjednik štaba Armije BiH u Travniku, Fikret Ćuskić, zapovjednik 17. krajiške brigade u Travniku kao i general Jasmin Jaganjac. Ubojstvo Stojaka se dešava u vrijeme otvorenog lokalnog sukoba ABiH i HVO-a u obližnjem Novom Travniku /drugog po redu/ pa su ekstremne muslimanske snage iz Travnika procjenjivale da je trenutak da se taj sukob proširi i na sam Travnik. Očekivalo se da će ovo ubojstvo /ili ubojstva/ ”isprovocirati” travnički HVO da uzvrati a time da bude proglašen i krivcem za novonastalu situaciju. Sukob je izbjegnut ali su trajne tenzije ostale. Do danas se u slučaju Stojak ništa nije uradilo. Do otvorene agresije ABiH na Hrvate Travnika, 4. lipnja 1993. godine, brojni su pojedinačni slučajevi maltretiranja, do ubojstava, Hrvata na koje se svjesno baca prašina.
26. listopada problemi u zapovjedništvu HVO brigade Travnik, jer nakon ubojstva zapovjednika brigade HVO Ivice Stojaka netko je bez odobrenja sklopio primirje s muslimanskim snagama i dalo zajednički proglas, da će s TO deblokirati put prema N. Travniku. Osobe koje su ubile Stojaka nisu izručen ni nakon sedam dana. Zapovjedništvo je potpuno smijenjeno i ustrojeno je novo. Istog dana krenuo je konvoj za Jajce od oko 7-8 kamiona + 70 do 80 ljudi. Pravac kretanja: Uskoplje-Sebešić-Fojnica- Vitez- Travnik.
Kada je koncem listopada 1992. srpska vojska zauzela Jajce, ubrzo su pala sela Karaula i Potkraj. U selu Brajkoviću od srpskih granata poginulo je osam osoba.
U izvješću VOS GS HVO od 10. studenoga piše da je očito da su pripreme za rušenje HVO i civilne vlasti u rajonu Srednje Bosne planirane i organizirane više od mjesec dana. Napad na postrojbe HVO u svim gradovima bio je neposredno po završenoj turneji Alije Izetbegovića. U Travniku su na sastanku su bili prisutni isključivo Muslimani kao da Izetbegović nije predsjednik i Hrvatima. Na tim sastancima je izvješćivano da su oni spremni srušiti HVO i vojno i politički. U tom rajonu operirao je major Refik Lendo, provjereni kosovac li tada nesmetano je išao preko četničkih koridora u Donji Vakuf! veliki fundamentalista profesor Semir Terzić i zapovjednik mudžahedina i MOS-a u Travniku! i Emir Redžić "Tare" ubojica zapovjednika OS Travnik Ivice Stojaka. U kontekstu ovih planova u Travniku je dobro pripremljena blokada Viteza i djelovanja snajperista u mjestu. Pošto su insceniranim sukobima doprinijeli padu Jajca i doživjeli poraz u scenariju, u Travniku i Prozoru, uporno su tražili pomirenja da bi pregrupirali snage i krenuli u konačni obračun "Sveti rat". O ovom scenariju i planovima u HVO-u imaju originalne dokumente i dokaze.

### 1993.
17. ožujka u Travniku ubijeni su, bez ikakvog povoda i razloga, pripadnici HVO-a, Ivo Jurić i Zoran Matošević.
U travnju 1993. godine napetosti između Armije BiH i HVO-a se zaoštravaju. Vojnici Armije BiH u gradu pale nekoliko zastava bosanskohercegovačkih Hrvata, što izaziva negodovanje. Nakon toga incidenta postrojbe travničkog HVO-a napuštaju grad Travnik.
6. travnja u stanu u gradu ubijen je pripadnik HVO-a Dario Meljančić, a 9. travnja u večernjim satima četrdesetak uglednih Hrvata Travnika je uhićeno i odvedeno u sabirni logor uspostavljen na srednjovjekovnoj gradskoj tvrđavi, gdje su zatočeni, ponižavani i maltretirani. Od 16. travnja sukob sukob HVO i tzv. ARBiH bjesni na području Viteza, Novog Travnika, Busovače, Fojnice, Kiseljaka i na nekim drugim područjima, a u Travniku je prividan mir, no s brojnim incidentima, pljačkama, ubojstvima, jasnim pokazateljima proširenja rata i na travničko područje. 20. travnja je usred dana u svom stanu u središtu grada kroz zatvorena ulazna vrata rafalom ubijena je Danica Gašo.
Od 24. travnja 1993. godine počinju dani stravičnih zločina nad Hrvatima u travničkoj općini. Kulminacija zločina Armije BiH nad Hrvatima bila je 8. lipnja 1993., kada se dogodio niz masovnih zločina. U selu Miletići, općina Travnik, 24. travnja 1993. godine, vojnici Armije BiH među kojima je bilo i mudžahedina, masakrirali su petoricu Hrvata (vidi Pokolj u Miletićima).
U nastalom ratnom sukobu paravojne i vojne postrojbe Armije BiH počinile su ratne zločine nad 143 Hrvata, od toga su 5 djece, 88 civila i 50 zarobljenih vojnika HVO-a. Početkom travnja 1993. godine bošnjačke postrojbe vrše opći progon Hrvata. Tada je zatočeno 70 Hrvata u tvrđavu na starome gradu. Polovinom svibnja 1993. godine Armija BiH pušta na slobodu časnike otete 13. travnja 1993. u Novom Travniku. To dovodi do blagog popuštanja vrlo napetih odnosa između dviju vojski, ali već 3. lipnja 1993. godine Armija BiH napada okolinu Travnika, a velik broj travničkih Hrvata bježi u Novi Travnik, gdje nastaje težak problem smještaja prognanika.
U najtežim danima sukoba između dva naroda na travničkom području UNPROFOR je bio otvoreno sklon Bošnjacima. Dne 6. lipnja 1993. godine, pripadnici UNPROFOR-a prevozili su bošnjačke vojnike s jednog na drugi borbeni položaj, a hrvatske ranjenike nisu htjeli prevesti, iako ih je bilo u kritičnom stanju. Pripadnici UNPROFOR-a su istjeravali Hrvate iz sela, a iz njihovih transportera izlazili su naoružani Bošnjaci. U samom središtu Travnika, iz vojarne Armije BiH u transportere UNPROFOR-a ulazili su naoružani Bošnjaci, a potom su bili prevaženi na planinu Vilenicu i u bošnjačka sela Turiće i Bijelo Bučje. Britanske snage UNPROFOR-a su bile te koje su u svojim transporterima prevozile bošnjačke vojnike. Pripadnici UNPROFOR-a za Hrvate nisu marili, dok su surađivali s Bošnjacima. Kad je UNPROFOR prevezao Bošnjake ispred hotela u središtu Travnika, Britanski pripadnici UNPROFOR-a su gledali kako pripadnici Armije BiH pucaju iz snajpera na hrvatske izbjeglice. Bilo je između 2.000-3.000 izbjeglica. UNPROFOR-ov transporter je stajao i ništa nisu poduzimali, a pucalo se s bošnjačkih položaja na kolonu izbjeglica. Bilo je i mrtvih.
U ranu zoru 8. lipnja 1993. godine postrojbe Armije BiH napale su civilno stanovništvo hrvatske narodnosti i uništile njihovu imovinu. Žene i djeca su zarobljeni i odvedeni kao taoci u bošnjačko selo Mehurići. Tog dana je u Bikošima, zaseoku sela Maljine, strijeljano trideset hrvatskih civila (vidi Pokolj u Maljinama). Vojnici Armije BiH su poslije strijeljanja obilazili jednog po jednog strijeljanog Hrvata i ispaljivali u njih nove metke. U tome je jedan vojnik Armije BiH sam sebe ranio i nastala je zbrka u kojoj je sedmorici Hrvata uspjelo pobjeći s mjesta zločina.
Od početka sukoba pa do 10. lipnja 1993. godine snage Armije BiH protjerale su s područja općine Travnik oko 19.000 osoba hrvatske nacionalnosti. Najveći dio protjeranih Hrvata, njih oko 12 tisuća, smještaj je našao na području općine Novi Travnik i oko četiri tisuće na području općine Vitez. U Republiku Hrvatsku je izbjeglo oko dviju tisuća travničkih Hrvata, a u Hercegovini ih je prihvaćeno 1.322 od čega 829 u općini Čapljina i 503 u općini Ljubuški. U Novoj Bili, općina Travnik (područje koje je ostalo pod kontrolom HVO-a) ostalo ih je oko dviju tisuća. U Novoj Bili je bila franjevačka bolnica "Dr. fra Mato Nikolić", koja je prihvaćala i liječila ranjene vojnike i civile s područja cijele Lašvanske doline, a među njima bilo je i Srba i Bošnjaka.
Dana 10. prosinca 1993. godine iz Zagreba, pod visokim pokroviteljstvom predsjednika Republike Hrvatske dr. Franje Tuđmana i uz pratnju predstavnika Katoličke crkve i Islamske zajednice, krenuo je veliki konvoj humanitarne pomoći nazvan „Bijeli put za Novu Bilu i Bosnu Srebrenu“. Humanitarni konvoj “Bijeli put za Novu Bilu i Bosnu Srebrenu” se sastojao od 99 šlepera i 143 člana medicinskog osoblja, franjevaca, novinara i tehničkog osoblja, a za cilj je imao prenijeti hranu i lijekove u bolnicu u Novoj Biloj. Konvoj su predvodili dr. Slobodan Lang i Herman Vukušić. Početnoj koloni vozila putem preko Splita pa dalje preko Tomislavgrada priključivali su se novi kamioni i novi suputnici. Pripadnici HVO-a pratili su konvoj do područja „Ljubavna stijena“ (cca 1–2 km ispred Uskoplja), a od tog područja odgovornost je preuzeo UNPROFOR. Na Pavlovici, kod Uskoplja, konvoj su zaustavili pripadnici Armije BiH i tu ih zadržali dva dana. Zastoj je nastao zbog bošnjačke ucjene, premda su bile pribavljene sve suglasnosti bošnjačkih vlasti čak i u Sarajevu. Konvoj je krenuo dalje i konačno stigao u Novu Bilu 20. prosinca 1993. godine, gdje je dočekan suzama radosnicama. Bolnica u Novoj Biloj do 1994. godine hospitalizirala je više od 11.000 ljudi srednje Bosne, od čega su polovina bili ranjenici i to mahom hrvatske nacionalnosti. U to vrijeme bolnica je zapošljavala tek nekolicinu liječnika, a u trenutku kad je došla pod blokadu, bio je onemogućen svaki oblik pružanja medicinske pomoći. Konvoj „Bijeli put za Novu Bilu i Bosnu Srebrenu“ probio je potpunu osmomjesečnu blokadu sedamdesetak tisuća Hrvata u Lašvanskoj dolini i donio im spas u hrani i lijekovima, ali i vjeru da nisu sami. Dana 22. prosinca 1993. godine, konvoj se vraćao iz Nove Bile. Kada je izlazio iz Uskoplja i prolazio posljednje kuće, pred kamione su iz obližnjih kuća istrčali pripadnici Armije BiH i iz automatskog oružja otvorili rafalnu paljbu po kamionskim kabinama. Na licu mjesta poginuo je vozač Ante Vlajić, rođen 1934. godine, iz Splita, a tri sudionika "Bijelog puta" su ranjena.
Među odgovornim za protjerivanje Hrvata iz travničkog kraja spominje se ime Muhamed Ćurić.
Travnik se smatra mjesto najvećeg stradanja Hrvata BiH u velikobošnjačkoj agresiji na Hrvate. U to spada i ubojstvo Joze Leutara, koji je pred rat s Bošnjacima bio zapovjednik PU-a Travnik, a nekoliko ratnih mjeseci i zapovjednik Travničke brigade HVO-a poslije Ivice Stojaka kojeg su ubili muslimanski ekstremisti. U vrijeme ubojstva travničkih Hrvata bio je doministar MUP-a FBiH i uz maksimalnu profesionalnost i dodatno je bio zainteresiran i do kraja angažiran u rasvjetljavanju ubojstava Hrvata u Travniku, među kojima su bila i dvojica policajaca povratnika - Perica Bilić i Anto Valjan. U nekoliko navrata Leutar je dolazio u Travnik i pratio tijek istrage. Govorilo se o "istom rukopisu" ubojstava Leutara u Sarajevu i policajaca Bilića i Valjana u Travniku, a neki pokazatelji govore kako je Leutarovim ubojstvom praktički zaustavljena istraga zločina u Travniku koja je bila "na pravom tragu". A trag je vodio, kako se tvrdilo, preko organizacije Aktivne islamske omladine i AID-a, do SDA-ova političkog, a to znači i federalnog vrha. Sjedište Aktivne islamske omladine u to vrijeme bilo je preko puta zgrade PU-a u kojoj je bilo i sjedište AID-a. Razotkriti počinitelje i nalogodavce zločina bio je veliki profesionalni i ljudski interes Leutara i s njim malobrojnih istražitelja Hrvata. S druge pak strane, blli su potpuno nezainteresirani bošnjački istražitelji i bošnjački politički vrh. A to se dalo zaključiti i po, recimo, konstataciji inspektora Adnana Adilovića: "jedan ustaša manje" za ubijenog kolegu Bilića, po odlučnom suprotstavljanju "medijskoj politizaciji ovog, kao i prethodnih ubojstava u Travniku" Ejupa Ganića i njegovoj tvrdnji "da se i osobno uvjerio kako su neki od njih klasični konflikti bez političke i etničke pozadine". A koliko su se ovi Ganićevi navodi temeljili na čvrstim argumentima, govori i činjenica da nijedno ubojstvo nije razriješeno. Vodu na mlin onih kojima nije bio cilj razriješiti počinjene zločine, usmjeravao je i Ron Newton, zapovjednik IPTF-a u Travniku, izjavom kako su krivci za ubojstvo policajca Perice Bilića i sva druga ubojstva Hrvata u Travniku, u redovima HDZ-a, mlakošću i neodlučnošću komesar IPTF-a u BiH Richard Monk, te visoki predstavnik u BiH Carlos Westendorp i posebno njegov zamjenik Hans Schumaher.
I zar je onda čudo što je istražne dosjee ovih zločina odavno prekrila prašina. Cilj SDA-ovske politike u potpunosti je uspio. Cilj je bio zaustaviti sve masovniji povratak prognanih Hrvata. Povratak je naglo usporen i u Travnik se još uvijek nije vratilo više od 10.000 prognanih Hrvata. Hrvati Travnika znaju da je pravda daleko, a pitaju se je li uopće dostižna. No, nadu i vjeru im vraćaju nove aktivnosti oko istrage ubojstva Joze Leutara, nova i, ipak, povoljnija politička klima, odlučnost, profesionalnost i hrabrost državnog tužitelja Milorada Barašina koga pozivaju da ne zaboravi "zaboravljeni" Travnik, mjesto najvećeg stradanja Hrvata BiH u proteklom ratu. Pozivaju ga da se "okrene" k nerazrješenim poslijeratnim ubojstvima osmero nedužnih Hrvata u Travniku, čiju je istragu onemogućavala i onemogućila tadašnja ekstremna bošnjačka politika, uz blagoslov bjelosvjetskih "demokrata". A nije isključeno da se "preko Travnika" dođe i do počinitelja i nalogodavaca atentata na Leutara. Od 20. listopada 1992. godine kada je ubijen zapovjednik Travničke brigade Ivica Stojak /zamijenit će ga poslije Jozo Leutar/, u narednih 10.-ak godina desila su se brojna ubojstva travničkih Hrvata od kojih niti jedno nije procesuirano pa niti nalogodavci niti izvršitelji nisu poznati.
Poslijeratni povratak Hrvata u Travnik intenzivnije počinje krajem 1996. i početkom 1997. godine. Kao i svugdje, prvi su oni stariji ”kojima nema ništa do vlastitog kućnog praga”. Upravo na njima u Travniku provode ”politiku zastrašivanja povratka” na najbrutalniji način. Ubijeno je šest Hrvata, i još neke su pokušali ubiti. Ovi slučajevi već na uzbunu pale i zvona izvan Travnika. Pristupa se ozbiljnijem povratku policajaca Hrvata u PU Travnik sa zadaćom osiguranja, od ABiH, protjerana travnička naselja i malobrojne povratnike. Na žalost upravo su oni sljedeće žrtve. Ti mladi ljudi, koji su preživjeli najteži rat na ovim prostorima, bivaju brutalno likvidirani.

## Novi Travnik
Broj stanovnika u Novom Travniku se znatno povećao početkom srpske agresije na to područje. Najprije se velik broj Srba iselio na "čisto" ili većinski srpska područja, a u grad Novi Travnik i obližnja sela useljavale su se bošnjački izbjeglice iz sjeverozapadne Bosne i protjerani Hrvati, najprije iz mjesta koje su okupirale srpske snage, a potom bošnjačke. Na području Novog Travnika nije bilo sukoba sa srpskim agresorom, a čitava općina je u to vrijeme bila pod kontrolom HVO-a.

### 1992.
VOS SZ Hercegovina izvijestio je 8. svibnja 1992. da u Novom Travniku nije bio dobar odnos Hrvata i Muslimana, dok je u Travniku bio dobar. U Novom Travniku je pri osvajanju vojarne JNA i postavljanja zastave došlo je do velikog raskola između Hrvata i Muslimana i čak je prijetila opasnost da dođe do potpunog raskola, i raskol Taj raskol do davanja izvješća još nije bio uklonjen.
VOS GS HVO 22. srpnja 1992. izvijestio je da je bilo problema u Novom Travniku u odnosima između HVO i TO, odnosno muslimanskih snaga. Postoje dva zapovjedništva. Dok se HVO bori i drži borbene crte prema Srbima, muslimanska TO bježi s položaja, paradira po gradovima, pljačka i bacaju ljagu na HVO. Na prostoru srednje Bosne svi zapovjednici TO su pripadnici bivše JNA. U Novom Travniku je to Refik Lendo. Središte muslimanskog fundamentalizma je u Zenici. Cijelom mrežom i situacijom diktira Džemo Merdan stvarajući netrpeljivost i sukobe između muslimana i Hrvata. U Zenici se pripremaju i obučavaju jedinice za djelovanje protiv postrojbi HVO, iste se obučavaju u mudžahedinskom stilu (fanatizam). Postojao je osnovni plan koji se sastoji u tom da iz centra preko Visokog presijeku Kiseljak i Fojnicu te istovremenim udarom preko Uskoplja, Novog Travnika i Travnika odsijeku sve dijelove HB i da zaokruže svoj naum o preuzimanju srednje Bosne u svoju muslimansku džamahiriju što otvoreno propagiraju kroz Tespih diviziju i Handžar diviziju.
Sukobi Muslimana i Hrvata a na području novotravničke općine počeli su u listopadu 1992. godine. Armija BiH i HVO sukobljavali su se u samom gradu Novom Travniku i u selima Šenkovići, Sinokos, Donje Pećine i Opara. Za borbi u tim selima, Armija BiH napala je Stjepana Blaževića, zapovjednika HVO-a Jajce i Nikolu Bilića, predsjednika HVO-a Jajce. U tim borbama poginulo je 15 vojnika HVO-a. Armija BiH po prvi puta upotrebljava topništvo protiv Hrvata pa uništava zapovjedništvo i ratnu bolnicu HVO-a u Novom Travniku. Svim silama Armija BiH pokušava zauzeti benzinsku crpku, koja je u hrvatskom dijelu grada, a kada to nije uspjela, onda ju je zapalila. Grad je tada podijeljen na hrvatski i bošnjački dio. Za tih borbi ranjeno je 16, a poginulo 12 vojnika HVO-a. Poslije nekoliko dana nastavljaju se sukobi u kojima HVO preuzima kontrolu u gradu.
11. listopada 1992. u selu Rastovcima općina N. Travnik izvršen je oružani napad od strane TO na časnika stožera Srednja Bosna gospodina Ivicu Čobavna i njegove suputnike.
Novi Travnik je prema izvješću 26. listopada bio većim dijelom pod kontrolom HVO, a posebno centar grada, dok je put prema Uskoplju dijelom pod kontolom snaga TO; s jačim snagama u Opari, Oraiicu i Kasapovićima. Pomoć muslimanskim snagama pristigla je nepredviđeno iz Bugojna i Uskoplja.
U izvješću VOS GS HVO od 10. studenoga piše da je očito da su pripreme za rušenje HVO i civilne vlasti u području Srednje Bosne planirane i organizirane više od mjesec dana. Napad na postrojbe HVO u svim gradovima bio je neposredno po završenoj turneji Alije Izetbegovića. U Novom Travniku su na sastanku su bili prisutni isključivo Muslimani kao da Izetbegović nije predsjednik i Hrvatima. Na tim sastancima je izvješćivano da su oni spremni srušiti HVO i vojno i politički. U tom području operirao je major Refik Lendo, provjereni kosovac koji je tada nesmetano išao preko četničkih koridora u Donji Vakuf. Veliki fundamentalist profesor Semir Terzić i zapovjednik mudžahedina i MOS-a u Travniku! i Emir Redžić "Tare" ubojica zapovjednika OS Travnik Ivice Stojaka.

### 1993.
U proljeće 1993. godine u cijeloj Lašvanskoj dolini sukobi HVO-a i Armije BiH postaju sve češći i oštriji. Sredinom travnja 1993. godine u njima je poginulo devet, teško ranjeno također devet vojnika HVO-a, a lakše 41. Potpuno su uništene i izgorjele tri stambene zgrade, medu njima i zapovjedništvo općinskog stožera HVO-a, centra veza i oprema radija. Armija BiH, 13. travnja 1993. godine, otela je tri hrvatska časnika i vozača brigade "Stjepan Tomašević". Što je dodatno zaoštrilo odnose između HVO-a i Armije BiH. Poduzeće "Bratstvo", 14. travnja 1993. godine, prekida rad, jer se nije znalo kamo su odvedeni zarobljenici i što će s njima biti.
Uznemirenost građana i strah povećavaju se napadima Armije BiH na Vitez i Busovaču, jer bošnjačka politika najavljuje rat do potpunog sloma hrvatskih vojnih snaga u Lašvanskoj dolini i njeno osvajanje. Krajem travnja 1993. godine, Bošnjaci onemogućuju pristup građanima na zelenu pijacu, a blizu poduzeća "Bratstvo" postavljaju kontrolni punkt i uvode kontrolu svih prolaznika. Pripadnici Armije BiH, 6. lipnja 1993. godine, počinile su ratni zločin nad Hrvatima u Novom Travniku (vidi Pokolj u Novom Travniku 6. lipnja 1993.). Tog dana u gradu Novom Travniku ubijeno je 30 Hrvata.
HVO je pod svojom kontrolom držao grad Novi Travnik i sjeverni dio općine, a južni i središnji dio općine Novi Travnik je bio pod kontrolom Armije BiH. HVO nije uspio zaštiti Hrvate koji su živjeli u selima južno od Novog Travnika, tako je od Hrvata očišćeno 14 posve hrvatskih i devet mješovitih sela. Najveća hrvatska stratišta u općini Novi Travnik su: Zenetići 9 žrtava, Budišići 3 žrtve, Kasapovići 3 žrtve, Rastovci 7 žrtava i grad Novi Travnik ukupno 41 žrtva (u dva pokolja).
Električne energije u gradu Novom Travniku nije bilo od 1. lipnja do 8. rujna 1993. godine jer su glavne vodove prekinuli pripadnici Armije BiH. Kako neposredno uz grad teče rječica, njezinu vodu stanovnici su koristili za pranje, a Bošnjaci su je zagađivali rastvorom cijanidnih soli. Zbog blokade grada i okolnih hrvatskih sela, opskrba je bila vrlo otežana. Gladovalo se, smrzavalo, a pojavile su se i zarazne bolesti. Tako je trajalo sve do kraja 1993. godine, dok nije stigao konvoj pomoći zvan "Bijeli put za Bosnu Srebrenu". Ali, početkom 1994. godine, stanje se opet pogoršava i ostaje takvim sve do potpisivanja primirja u Washingtonu.
U dvjema godinama, najprije srpskih pa potom i bošnjačkih napada na grad Novi Travnik i okolna hrvatska sela, počinjeni su mnogi ratni zločini nad Hrvatima, a načinjena je velika materijalna šteta. Poginulo je 218 vojnika HVO-a, u žestokim borbama, a 556 ih je ranjeno. Ubijeno je 55 civila (35 muškaraca, 13 žena i 7 djece). Ranjeno je 288 civila (147 muškaraca, 85 žena i 56 djece). Etnički je od Hrvata očišćeno 14 posve hrvatskih i devet mješovitih sela (navedena sela su se nalazila južno od grada Novog Travnika i bila su pod kontrolom Armije BiH), pri čemu su stradala 1123 domaćinstva, te je ispražnjeno 1250 hrvatskih kuća, stanova i 2050 gospodarskih zgrada. Protjerana su 5082 Hrvata.

## Vitez
Vitez je poznat po vojnoj industriji i to je jedan od bitnih razloga zašto su se za njega vodile žestoke borbe. Uz razvijenu vojnu industriju, Vitez je smješten u plodnoj Lašvanskoj dolini vrlo pogodnoj za razvoj poljoprivrede i stočarstva. Osim osnovne, u Vitezu je djelovala i srednja škola. S početkom rata struktura stanovništva se naglo mijenja. Što su bili jači ratni sukobi, to je u Vitez sve više dolazilo hrvatskih izbjeglica i prognanika s područja pod srpskom i bošnjačkom vlašću. Od tada, Vitez izrasta u političko, vojno i kulturno središte Hrvata središnje Bosne.
U proljeće 1992. godine rat je zaprijetio i viteškom kraju. Blizina vojnih tvornica, koje su bile u rukama HVO-a, bila je povod za sve veće sukobe. Zato se brojne obitelji s djecom sklanjaju već početkom proljeća 1992. godine u Hrvatsku ili u neku od europskih zemalja. Do travnja 1992. godine pobjegla je gotovo trećina viteških Hrvata u južni dio Hrvatske. Na Mali Uskrs te godine, predvečer, Vitez su, zajedno s Busovačom, bombardirali zrakoplovi JNA. Žrtava nije bilo, materijalna šteta je bila znatna.
VOS GS HVO 22. srpnja 1992. izvijestio je bilo problema u Vitezu u odnosima između HVO i TO, odnosno muslimanskih snaga. Postoje dva zapovjedništva. Dok se HVO bori i drži borbene crte prema Srbima, muslimanska TO bježi s položaja, paradira po gradovima, pljačka i bacaju ljagu na HVO. Na prostoru srednje Bosne svi zapovjednici TO su pripadnici bivše JNA. U Vitezu je to Ramiz Dugalić (sudionik agresije na Hrvatsku u mornaričkom granatiranju Zadra, Šibenika i Splita). Središte muslimanskog fundamentalizma je u Zenici. Cijelom mrežom i situacijom diktira Džemo Merdan stvarajući netrpeljivost i sukobe između muslimana i Hrvata. U Zenici se pripremaju i obučavaju jedinice za djelovanje protiv postrojbi HVO., iste se obučavaju u mudžahedinskom stilu (fanatizam). Postojao je osnovni plan koji se sastoji u tom da iz centra preko Visokog presijeku Kiseljak i Fojnicu te istovremenim udarom preko Uskoplja, Novog Travnika i Travnika odsjeku sve dijelove HB i da zaokruže svoj naum o preuzimanju srednje Bosne u svoju muslimansku džamahiriju što otvoreno propagiraju kroz Tespih diviziju i Handžar diviziju.
Pri svršetku ljeta 1992. godine vratio se velik broj izbjeglih, a došlo je nekoliko stotina britanskih vojnika iz sastava UNPROFOR-a. Srbi nastavljaju napade na travničko područje i osvajaju Karaulu i Potkraj. U Vitez pristižu izbjeglice iz Jajca. No, stalno su tinjale napetosti između Bošnjaka i Hrvata. Alija Izetbegović je svu krivnju za sukobe između HVO-a i Armije BiH prebacivao na hrvatsku stranu, a valja napomenuti da su ti sukobi u Lašvanskoj dolini u listopadu 1992. godine izbili dok su postrojbe HVO-a bile u obrani Jajca.
U ožujku 1993. godine dolazi do manjih okršaja HVO-a i Armije BiH. U mjestu Kruščica, kraj grada Viteza, 13. travnja 1993. pripadnici Armije BiH pokušavaju ubiti bojnika Darka Kraljevića, zapovjednika postrojbe HVO-a "Vitezovi", i njegovu pratnju.
Glavni sukob između HVO-a i Armije BiH na području Viteza dogodio se 16. travnja 1993. godine. Velike snage Armije BiH napale su Vitez i Busovaču. Iz svega raspoloživog oružja postrojbe Armije BiH, u rano jutro 16. travnja 1993. godine, napale su uže gradsko područje Viteza. Granatama su pogođene i zgrada zapovjedništva zbornog centra srednje Bosne HVO-a, zgrada općine, pošte i mnoge stambene zgrade. U gradu se vode ulične borbe, a transporter britanskih pripadnika UNPROFOR-a oko devet sati upada u dvorište crkve Sv. Jurja Mučenika i gađa hrvatske kuće. Taj svoj potez UNPROFOR je obrazložio tako što je tvrdio da su u crkvi zatočeni Bošnjaci, a njih navodno strijeljaju vojnici HVO-a. UNPROFOR je tog dana u Vitezu otvoreno stao na stranu Armije BiH, koja je napala grad, no unatoč tome HVO je uspio obraniti grad i zadržati ga pod svojom kontrolom. Pristranost UNPROFOR-a očituje se i u tome što je odbio prevoziti ranjene vojnike HVO-a u bolnicu.
U ranu zoru, 16. travnja 1993. godine, Anti-teroristička bojna Vojne Policije HVO-a, "Jokeri", tijekom borbi za deblokadu puta Vitez-Busovača, je ušla u selo Ahmići, općina Vitez. U selu nije bilo vojnih postrojbi nego su se u selu nalazili uglavnom civili (vidi Pokolj u Ahmićima 16. travnja 1993.). Hrvatskom stanovništvu je rečeno da na svojim domovima istaknu hrvatske zastave, a sve ceste prema Ahmićima su blokirane. Postrojbe HVO-a su počinile težak zločin, ubivši 120 bošnjačkih civila u Ahmićima. Pripadnici postrojbe Jokeri prouzročili su veliku materijalnu štetu na dvjema seoskim džamijama.
Toga dana, (16. travnja 1993. godine) nešto poslije 12 sati, postrojbe Armije BiH svim topništvom granatiraju dio sela Prnjavor u kojem žive i Hrvati. U tom dijelu sela nije bio iskopan nijedan rov niti podignuto bilo kakvo utvrđenje, a hrvatski dio sela i pučanstva u njemu čuvalo je deset članova seoske straže. Prije toga Hrvati i Bošnjaci su se dogovorili da će štititi jedni druge bez obzira na slijed događaja. Poslije granatiranja u hrvatski dio sela Prnjavor ulaze postrojbe Armije BiH, idu od kuće do kuće i pucaju iz pješačkog oružja, hvataju oko 36 preostalih Hrvata i odvode ih u zatočeništvo u društveni dom, u središtu sela Prnjavor, sve osim četiri žene i jednog muškarca, koji su ostali u podrumu jedne obiteljske kuće.
Napadi Armije BiH na područje općine Vitez se nastavljaju i 17. travnja 1993. godine. Budući da su snajperska gnijezda bila raspoređena po cijelom gradu, iz njih se na sve strane pucalo pa je toga dana ubijeno pet hrvatskih civila. Granatiranje Viteza se nastavlja i sljedećih dana. Ruše se zgrade, ginu ljudi. Dana 22. travnja 1993. godine u društveni dom u Prnjavoru, među ostale zatočene Hrvate, uvedena su tri muškarca iz Zenice, koji su imali dopuštenje tamošnjih vlasti da otputuju u Njemačku. Usprkos dopuštenju bošnjačke vlasti njih su pripadnici Armije BiH uhitili na njihovu putu iz Zenice do Viteza. Još tijekom dana tu trojicu muškaraca izvodili su više puta na ispitivanje, a navečer su odvedeni. Tri muškarca iz Zenice odvedena su na strijeljanje jer su prema Armije BiH bili špijuni.
O strahotama rata između Hrvata i Bošnjaka na viteškom području piše fra Ivo Radman, svećenik iz Viteza. "Na 16. travnja 1993. krenula je brojna bošnjačka vojska na Vitez i Busovaču. Zauzela je tri hrvatska sela: Počulicu, Gornju Dubravicu i Putkoviće. Oko 180 kuća. Iseljen je na sigurnije mjesto dio Kruščice i Rijeke. Tada je zapaljeno pedesetak hrvatskih kuća. Poginulo je 46 ljudi, troje je nastalo, a velik je broj ranjen. U borbi je stradalo bošnjačko selo Ahmići. U prazne bošnjačke kuće uselili su se Hrvati, uglavnom iz Stranjana kod Zenice, kao i oni iz rubnih krajeva župe: iz 100 kuća Donje Večerske, iz 70 kuća Gačica i iz oko 600 stanova u gradu. Do 13. srpnja 1993. popeo se broj poginulih na 120 ljudi, oko 300 ih je ranjeno, a deset osoba je nestalo. Materijalna šteta je vrlo velika. 6. srpnja pogođena je župna crkva. Na Stanici na crkvi mecima je oštećen krov i porazbijano više prozora. Župna kuća je početkom prosinca pogođena granatom. Prema vijestima, u studenom 1993. granatirana je crkva na Kalvariji".
U svibnju 1993. godine sukobi se nastavljaju. U selu Krušćica zapaljena je hrvatska stambena kuća. Bošnjački snajperisti pucaju po Vitezu. U sjedištu UNPROFOR-a u Staroj Biloj održan je sastanak između zapovjedništva HVO-a i Armije BiH o prekidu vatre. Ustanovljena je mješovita komisija koja će nadzirati dogovoreno. Dana 22. svibnja 1993. godine snajperskim hicem iz prostora Krčevine ubijen je jedan hrvatski civil, a ranjeni su jedan dječak i vojnik HVO-a.
Tragično je bilo 10. lipnja 1993. godine. Postrojbe Armije BiH ispalile su na uže područje grada Viteza oko pet minobacačkih granata. Oko 20 sati i 45 minuta iz pravca područja pod nadzorom Armije BiH doletjela je granata kalibra 120 mm, dva metra od klupe na kojoj je bilo četrnaestero djece. Taj se prostor smatrao sigurnim, zaštićenim od snajpera i tu su se redovito igrala hrvatska i bošnjačka djeca. Toga dana nije bilo nijednog bošnjačkog djeteta. Opravdano se pretpostavlja da su upozorena da ne izlaze iz kuće jer će na to mjesto biti upućene granate. Stručnjaci procjenjuju da se radilo o navođenom projektilu. Kada je granata eksplodirala, na licu mjesta poginulo je petoro djece, a troje je umrlo u bolnici.
Bio je stravičan pogled na tijela djece nakon eksplozije granate. Mrtva dječja tijela nisu se mogla prepoznati. Roditelji su djecu prepoznavali po odjeći i obući. Dječje dijelove tijela skidali su i sedam dana kasnije s obližnjeg drveća. Istoga dana ranjeno je dvanaestoro djece na području grada Viteza. Niti jedna svjetska TV kuća nije htjela objaviti snimke masakrirane djece u Vitezu premda su im nuđene snimke masakra, a BBC i neki drugi bili su stacionirani u Vitezu.
Posebno okrutan i divljački napad izvela je Armija BiH na hrvatsko mjesto Križančevo Selo (vidi Pokolj u Križančevu Selu). Bili su to siloviti, topništvom podržani naleti postrojbi Armije BiH iza kojih su ostajala tijela žrtava, uništene kuće i gospodarske zgrade. Zapovjednik britanskog bataljuna UNPROFOR-a izjavio je da su vojnici Armije BiH u Križančevu Selu 22. prosinca 1993. godine ubili 74 Hrvata. Pukovnik Williams je dao na znanje da je taj podatak dobio u štabu III. korpusa Armije BiH. On je bio u posjetu općini Vitez i tada je izjavio da se na području sela Počulica, devet kilometara sjeveroistočno od Viteza nalaze dvije masovne grobnice i da je u jednoj 38, a u drugoj osam tijela Hrvata, žrtava bošnjačkog pokolja.
Postrojbe Armije BiH su u svome napadu na hrvatsko selo Šantići, zaselak Buhine Kuće, 9. siječnja 1994. godine, opet počinile stravičan ratni zločin (vidi Pokolj u Buhinim kućama). Tog dana, u Buhinim kućama, pripadnici Armije BiH masakrirali su 26 Hrvata. Među ubijenim bilo je i djece. Dana 9. siječnja 1994. godine spada u najkrvavije i najteže u obrani 316 dana opkoljenog i potpuno blokiranog Viteza i Lašvanske doline.
Taj dan spada u najteže u obrani oko 70 tisuća Hrvata Lašvanske doline jer je upadom u Buhine kuće presječena komunikacija, žila kucavica, Vitez - Busovača. Krajnji cilj bošnjačke vojske bio je presjeći Lašvansku dolinu na dva dijela i potpuno ugroziti i onako tešku obranu na tom području. HVO je nadljudskim naporima oslobodio Buhine kuće i Zavrtaljku i vratio pod kontrolu prometnicu Vitez - Busovača.

## Busovača

### 1992.
VOS GS HVO 22. srpnja 1992. izvijestio je bilo problema u Busovači u odnosima između HVO i TO, odnosno muslimanskih snaga. Postoje dva zapovjedništva. Dok se HVO bori i drži borbene crte prema Srbima, muslimanska TO bježi s položaja, paradira po gradovima, pljačka i bacaju ljagu na HVO. Na prostoru srednje Bosne svi zapovjednici TO su pripadnici bivše JNA. U Busovači je to H. Bajrić. Središte muslimanskog fundamentalizma je u Zenici. Cijelom mrežom i situacijom diktira Džemo Merdan stvarajući netrpeljivost i sukobe između muslimana i Hrvata. U Zenici se pripremaju i obučavaju jedinice za djelovanje protiv postrojbi HVO., iste se obučavaju u mudžahedinskom stilu (fanatizam). Postojao je osnovni plan koji se sastoji u tom da iz centra preko Visokog presijeku Kiseljak i Fojnicu te istovremenim udarom preko Uskoplja, Novog Travnika i Travnika odsjeku sve dijelove HB i da zaokruže svoj naum o preuzimanju srednje Bosne u svoju muslimansku džamahiriju što otvoreno propagiraju kroz Tespih diviziju i Handžar diviziju.
Katolici, Hrvati u župi Busovača doživljavali su posebno težinu srpske agresije na svoj kraj. Sredinom rujna 1992. godine grad su bombardirali srpski zrakoplovi. Bošnjačke snage su 13. lipnja 1992. godine upale u selo Katići i Predjeli, u kojima su živjeli pretežito Srbi, opljačkali su srpske kuće i palili ih. Srbi iz tih sela su prije toga izrazili lojalnost HVO-u i predali sve oružje koje im je dostavila bivša JNA. Stožer HVO-a u Busovači je poslao vojnu policiju da izvidi stanje i zaštititi srpsko civilno pučanstvo. Muslimanske vojne postrojbe otvorile su vatru na HVO, ubili jednog policajca HVO-a i ranili trojicu. Vojnici HVO-a su uzvratili vatrenim oružjem i tada su poginula tri vojnika Armije BiH, više ih je ranjeno.

### 1993.
Između Hrvata i Bošnjaka javljaju se sve više napetosti i trzavice te dolazi do pojedinačnih incidenata. Pripadnici Armije BiH, 23. siječnja 1993. godine, u selu Kaćuni postavljaju zapreku na regionalnoj prometnici Kiseljak-Busovača-Travnik. Tu su istog dana zaustavljena i ubijena četiri vojnika HVO-a. Jedan od njih je bio Ivica Petrović, zamjenik zapovjednika Vojne policije HVO-a u Busovači. Od toga dana sve su napetiji odnosi između Armije BiH i HVO-a.
U samoj Busovači, 24. siječnja 1993. godine, ubijen je jedan Hrvat civil i jedan vojni policajac HVO-a. Tog dana počinje oružani napad Armije BiH na busovačka sela Kaćuni, Turići, Gusti Grab, Bukovice, Radeljevići, Oselište, Brezovik, Bilalovac, Nezirovići i Bešice. U tom napadu ubijeno je sedam hrvatskih civila.
Najžešći napad postrojbi Armije BiH na Busovaču dogodio se 25. siječnja 1993. godine. Oko 8.500 vojnika Armije BiH krenulo je iz pravca Zenice, Visokog, Kaknja i Fojnice na Busovaču. Grad je bio u okruženju i blokiran, ali je 1.400 vojnika HVO-a sve to izdržalo i obranilo grad od napada postrojbi Armije BiH.
██ HVO
██ HVO osvojio od ARBiH
██ VRS
██ VRS osvojila od ARBiH
██ ARBIH
██ ARBiH osvojila od HVO
██ HVO - HZ Soli - bez oružanog sukoba. HVO se sam raspustio, teritorij preuzela ARBiH
██ HVO Bihać - bez oružanog sukoba. Skupa s ARBiH.
██ HVO Sarajevo - HZ Vrhbosna - bez oružanog sukoba. ARBiH prisilno ukinula HVO.
Rani jutarnji sati 17. travnja 1993. godine bili su kobni za Hrvate, stanovnike sela Kuber i Putiš (vidi Pokolj u Putišu). Počeo je topničko-pješački napad na Busovaču, a otpor vojnika HVO-a bio je odlučan. No, u dva sela, Putišu i Kuberu, u kojima je živjelo nacionalno i konfesionalno miješano stanovništvo, vojnici Armije BiH masakrirali su 60 hrvatskih civila. U ranu zoru osam brigada Armije BiH krenulo je u opći napad iz sela Mejdani, Grablje, Silosi i Polom. U toj borbi poginulo je osam hrvatskih civila i vojnika HVO-a. U selu Pazićima, 3. svibnja 1993. godine, pronađena su tijela petorice ubijenih Hrvata. Busovačko selo Šarići postrojbe Armije BiH su spalile 12. lipnja 1993. godine, a granatirana su sela Putićevo i Polje. U toj borbi poginula su tri vojnika HVO-a, pet civila je ranjeno, a nanesena je velika materijalna šteta na obiteljskim kućama i gospodarskim zgradama. Istoga dana je napadnuto i selo Ravno, općina Busovača u kojemu su potpuno spaljene tri obiteljske hrvatske kuće.
Oko 15 km jugozapadno od Busovače uzdiže se Busovačka planina, na njoj je izletište Busovačke staje, koje su 15. lipnja 1993. godine bile stratište za hrvatske civile (vidi Pokolj u Busovačkim stajama). Jedan skupina izbjeglica i drugih putnika došla je do Busovače s namjerom da otputuje u tuzlansko područje. Kada im je 14. lipnja bilo jasno da od puta nema ništa, odlučili su se vratiti u Hrvatsku i pridružili su se konvoju koji je toga dana krenuo za Sebešić, po hranu za busovačke građane. U tome konvoju bilo je 15 hrvatskih civila iz Brčkog, sedam iz Tuzle i oko 70 iz Busovače. Oni su stigli na Busovačku planinu, gdje su se trebali odmoriti. Dok su se odmarali, opkolili su ih pripadnici Armije BiH. Ne znajući da su opkoljeni, krenuli su oko šest sati ujutro. Samo dvije minute kasnije počela je pucnjava sa svih strana. Pucnjava nije prestajala, nego se sve više i više pojačavala. Pripadnici Armije BiH počeli su ih gađati i tromblonima, iz minobacača i to neprekidno tri sata. Tog dana na Busovačkim stajama ubijeno je 22 Hrvata.
U selu Kaćunima kod Busovače bio je logor za uhićene Hrvate, nazvan "Silos". U njemu su se bošnjački policajci na razne načine iživljavali nad uhićenicima. U zgradi logora bilo je složeno oko 500 komada sitne pune cigle. Pri vraćanju iz WC-a po četvorica zatvorenika bi stala uz tu ciglu, na udaljenosti od metra. Iza njih bi stajala grupa od 30 Bošnjaka pomiješana s policijom i civilima. Zatvorenici bi digli ruke u vis licem okrenuti prema cigli i čekali da ih netko nabije u ciglu. Tko god je ulazio u ćeliju, zatvorenici su morali stajati mirno, gledati medu nožne prste, a ruke su morale biti na leđima. 
Zatvorenicima je donošen bošnjački list "Preporod", koji je netko od zatvorenika morao glasno čitati da odjekuje ćelija. Tjerali su ih da klanjaju nekoliko večeri do pola sata uz glasni povik "Allahu ekber". Policajac bi stajao na hodniku i govorio: "Jače, mamu vam ustašku". Iznad zatvorenika bio je otvoren prostor ispod krova na visini oko 12 metara. Preko njih letjeli bi golubovi i prljali po njima. Na objed su poslije mjesec i pol počeli ići izvan ćelije. Išli su u tankim čarapama na nogama jer nisu imali nikakvu obuću. Po povratku, noge bi bile mokre i prljave. Zatvorenici su jeli po dvojica iz jednog tanjura.
Na području općine Busovača za sukoba HVO-a i Armije BiH bilo je 30 žrtava ratnog zločina. Osim spomenutih teških slučajeva kršenja normi međunarodnog prava na području općine Busovača, koji je bio pod nadzorom Armije BiH, potpuno je opljačkano 400 seoskih imanja Hrvata uključujući sve pokretne stvari kućanstva, vozila, poljoprivredne strojeve, alate, instalacije zgrada, a ono što se nije moglo opljačkati je zapaljeno. Djelomično je opljačkano oko 250 kućanstava Hrvata. Posječeni su voćnjaci i privatne šume hrvatskih posjednika, a cilj je dati do znanja Hrvatima da se nemaju gdje vratiti pa je sve to počinjeno u skladu s politikom provedbe etničkog čišćenja. Na području dijela općine Busovača pod nadzorom Armije BiH nakon završetka sukoba živjelo je tek petnaestak Hrvata, a ostali su prognani, njih oko 1.800. Na području općine Busovača pod kontrolom HVO-a, osim Hrvata živjelo je četrdesetak Bošnjaka i oko 250 Srba.

## Vanjske poveznice
- Ratni video zapis: Snimke pripadnika Hrvatskog vijeća obrane u Travniku i Vitezu uz stručne komentare generala Tihomira Blaškića
- Ratni video zapis: Pripadnici Hrvatskog vijeća obrane svjedoče o Bošnjačko-hrvatskom sukobu u Bosni
- Ratni video zapis: "Bijeli put za Novu Bilu i Bosnu Srebrenu"
- Ratni video zapis: Humanitarni konvoj "Bijeli put za Novu Bilu i Bosnu Srebrenu"